# 蘇日戰爭
蘇日戰爭（俄语：Советско-японская война）是第二次世界大戰末期蘇聯與大日本帝國及其傀儡政權滿洲國之間的一場戰爭，也是二戰最後一次大規模的軍事行動。蘇聯占领滿洲后，並迅速佔領了庫頁島南部以及南千岛群岛，并迫使日本於滿洲地區（今中國東北地區）、朝鮮半島北部、庫頁島南部、千島群島軍事力量（關東軍）在此打击下投降，同時傀儡國家滿洲國因此滅亡，皇帝溥儀被蘇軍俘虜。
1945年初軸心國集團已經窮途末路，只剩德國和日本兩派的仆从国，戰線皆瀕臨崩潰，同盟國於雅爾達會議規劃戰後秩序與要求蘇聯加入對日戰爭，後者承諾將於納粹德國投降後3個月加入遠東戰鬥。蘇聯表面上仍維持《蘇日中立條約》後的平靜，但與蘇軍相比，日本急於應付逐漸進逼日本本土的英美聯軍，關東軍早將精銳單位調出，实力大减而令滿洲國極其脆弱。儘管蘇聯在1945年4月通知日本不再延長條約，但是按照該條約規定，一般理解直至1946年4月13日爲止應依然有效。日本本冀望尚對日中立的蘇聯可從中調停，以维持日本在东亚的利益。因為蘇聯在對德戰爭結束前即開始轉調軍隊至遠東地區，早已秘密備戰並漠视日方调停要求，準備與駐於滿洲國的70万日本關東軍開戰。
1945年8月8日，蘇聯撕毀條約向日本發動了進攻，立刻通过广播宣布苏联也对日宣战，150万蘇軍同時自北、東、西3方向對滿洲發動攻勢，史稱八月風暴行動，蘇軍攻势凌厉，日滿軍隊很快潰散。作戰期間，蘇軍军纪弛懈，把滿洲國當作敵國看待而大肆破壞。同時展開對幾個離島如南庫頁島（樺太）和北方四島的登陸行動。最终，在美国原子弹轰炸的共同作用下，日本天皇於8月15日宣布接受《波茨坦宣言》無條件投降。9月2日，日本於密蘇里號戰艦上簽署無條件投降書，第二次世界大戰結束。
苏军攻佔滿洲后，于8月14日与中華民國國民政府簽署《中蘇友好同盟條約》，蘇聯同意在戰後三個月撤離其在滿洲的軍隊，作為交換條件國民政府同意在公民投票後承認外蒙古獨立。根据该條約蘇軍撤出东北，但撤军因掠奪大量財物及工業設備等战利品而推迟，1946年初蘇軍撤退後，国民革命军開始进驻东北。而中國共產黨武裝在苏联的默许下，從山海關抢先进入东北建立根據地；同时裝備了大量蘇軍繳獲的日本武器，其力量得以大幅增強。朝鮮北部亦被蘇聯占领，后建立朝鲜民主主义人民共和国，给朝鲜半岛局勢带来了深远影响。日本在對蘇戰爭后也在滿洲留下了數以萬計的日僑，在華日侨被迅速遣返，一些戰俘在被送到西伯利亞後死亡。

## 簡介
在1943年11月在德黑蘭會議上蘇聯共產黨總書記斯大林同意蘇聯將在納粹德國戰敗後加入對日本作战。在1945年2月雅爾塔會議上，斯大林同意盟國請求将於歐洲戰爭結束的3個月內加入太平洋戰區对日作战。行動開始於1945年8月9日，正是德國在同年5月8日（莫斯科時間5月9日0時43分）投降後的3個月。 
這次行動發動於1945年8月6日廣島市原子彈爆炸和8月9日長崎市原子彈爆炸之間。儘管斯大林並沒有被同盟國各政府告知有關西方盟國的原子彈計劃詳細內容，但通過蘇聯的情報來源他已经了解到了這一計劃及其目的。不過由於在德黑蘭和雅爾塔会议上已確定進攻時間，並且德黑蘭會議後蘇聯軍隊在遠東做了長期準備，因而日本遭原子彈襲擊明顯對蘇軍確定何時開始行動影響不大；行動日期是根據雅爾塔協議、德國投降日決定，而事實上在1945年8月3日華西列夫斯基元帥向斯大林報告，如有必要，他可以在8月5日上午展開進攻。  
1945年8月8日晚上11時，蘇聯外交部長莫洛托夫於莫斯科向日本駐蘇聯大使佐藤尚武通告，表示蘇聯已向大日本帝國宣戰，並從8月9日起，蘇聯政府將進入對日作戰狀態。不過，早在當地跨貝加爾時間1945年8月9日0時01分起，蘇軍3個方面軍已經同時向滿洲東、西及北3個方向進攻，在東北的作戰被稱作八月風暴行動，其他諸島的行動還被分成數個小規模行動及戰術部分：
- 興安嶺-奉天攻勢
  - 1945年8月9日—1945年9月2日
- 哈爾濱-吉林攻勢
  - 1945年8月9日—1945年9月2日
- 松花江攻勢行動及後續行動
  - 1945年8月9日—1945年9月2日
- 南薩哈林行動
  - 1945年8月11日—1945年8月26日
- 清津登陸行動
  - 1945年8月13日—1945年8月16日
- 千島群島登陸行動
  - 1945年8月18日—1945年9月1日

雖然戰爭範圍蔓延到傳統认为“滿洲”区域（中国东北）之外，不过对日本北方占领区協調和集中侵入也被視為“滿洲戰役”的一部分。1983年在美國軍隊歷史學家大衛·格蘭茲以“八月風暴”作为关于此次行动自己的论文题目后，这次行動有時也被稱為蘇日戰爭，它亦被加上蘇聯名字“滿洲戰略性進攻行動”、“滿洲國戰役”。
這次進攻不同於蘇日國界戰爭，該戰爭因日本戰敗於1939年而結束，產生《蘇日中立條約》。

## 背景及准备
20世紀初的日俄戰爭是由日本戰勝俄羅斯帝國，日俄签订樸茨茅斯和約。通过和约及後來1931年9月九一八事變和日本对中国东北的侵略等，日本控制了朝鮮半島、滿洲及庫頁島南部。20世紀30年代蘇日邊境衝突不断，其中最重要的包括張鼓峰事件（1938年7月至8月）和諾門罕戰役（諾門罕事件，1939年5月至9月），这些都導致1941年4月《蘇日中立條約》的簽訂。中立條約使蘇聯部隊從邊境事件中解脱出來，集中对德作战，同時使日本集中在南部向亞洲和太平洋擴展。
然而随着斯大林格勒戰役打敗了德軍，蘇聯對日本的態度发生轉變，斯大林發表公開演說譴責日本，“私下”更命令蘇軍在遠東建立部隊和儲存物資。在德黑蘭會議（1943年11月）上，除讨论其他事宜外，邱吉爾、羅斯福希望苏联加入对日作战，斯大林同意，让蘇聯在納粹德國戰敗後3个月内加入對日戰爭。蘇軍在遠東不断進行集結，日军在1945年初已经可以明显察觉蘇聯正在準備攻打滿洲，虽然当时在德国投降前进攻不太可能发起。因此，除了在太平洋戰事外，日本也意識到其必须確定在何時何地进攻會出現。
雅爾塔會議（1945年2月）上斯大林在得到羅斯福保證其在遠東的領土要求的情况下，同意在擊敗德國2至3個月後加入太平洋戰爭。到1945年3月中旬，太平洋地區戰事對日本已十分不利，迫使其從滿洲撤回精銳部隊以支持在太平洋行動。與此同時蘇聯繼續在遠東組建部隊，并決定不再延續中立條約。根据当时中立條約條款的規定，在條約屆滿12個月前，蘇聯必須向日方告知，于是在1945年4月5日，苏联方面通告日方自己不希望延長该條約，這引起日本極大關注，不过蘇聯花了很多努力令日本相信該條約仍然有12個月的有效期，因而日方尚不必担心。
莫斯科時間1945年5月9日德國投降，這意味著如果蘇聯履行雅爾塔協定，则需要在1945年8月9日之前加入對日本作战。日本情況则繼續惡化，他們現在是唯一仍在戰鬥的軸心國，他們渴望保持與蘇聯和平及延長中立條約日本在雅爾塔會議後曾多次接觸或試圖接触蘇聯，希望能延長中立條約，並爭取蘇聯為中間人與盟國进行和平談判。蘇聯沒有令日本人的希望破灭，但尽可能地拖慢这一进程（同時繼續为行动做准备）。在这之中日本內閣總理大臣鈴木貫太郎扮演了積極角色，他在1945年4月上台，試圖在非無條件投降下爭取獲得任何和平條件。6月下旬日方向蘇聯靠攏（中立條約仍然有效）並邀請蘇聯充當調停人與盟國進行和平談判，日本向蘇聯提出具體的建議並提出作為回報，日本對蘇聯在領土上提供了非常吸引的讓步作為報酬，史達林表示有興趣而日本等待蘇聯回覆，但蘇聯繼續避免作出回應。1945年7月16日至8月2日波茨坦會議舉行，7月24日蘇聯召回在日本所有使館工作人員和家屬，7月26日會議後發表的波茨坦公告中丘吉爾、杜魯門和蔣介石（蘇聯當時仍然未與日本處於戰爭狀態）要求日本無條件投降。
7月29日蘇聯外交部長莫洛托夫正式向美英建議，要求美國和英國出面再發表一封邀請蘇聯對日作戰之正式信函。杜魯門當即表示拒絕並解釋說：「我看出其中諷刺性的外交動向：蘇聯在這個時候參戰，似乎是致勝的決定性因素」。
日本一直監察橫貫西伯利亞的鐵路交通和蘇軍在滿洲東部活動并对蘇聯实施拖延戰術，同时所有迹象都表明蘇聯在8月底前還未完成进攻準備，但是至于进攻會在何時或何地出現，他們對現實情況並不了解也沒有确凿证据。
當蘇聯在1945年8月8日午夜前1小時宣戰時，日本被完全驚醒，8月9日午夜剛過进攻行動在3條戰線上同時展開。

## 參戰部隊

### 蘇聯
在亞歷山大·華西列夫斯基的領導下，遠東司令部制定了攻下滿洲的簡單而規模龐大的计划。作戰將計劃對整個滿洲實施一次龐大的鉗形攻勢。該攻勢將由滿洲西部的外貝加爾方面軍和在東部的遠東第1方面軍分別進攻兩翼，北面的遠東第2方面軍則進攻口袋的中心。作為在戰爭期間唯一運作、相當於一個戰區的蘇聯司令部（除了1941年在西部短暫運作的“方向”外），遠東司令部由3個紅軍方面軍組成。
滿洲西部戰線
外贝加尔方面军由羅季翁·雅科夫列維奇·馬利諾夫斯基元帥指揮，包括:
- 第17軍團
- 第36軍團
- 第39軍團
- 第53軍團
- 近衛第6坦克軍團
- 蘇聯蒙古騎兵機械化集群
- 第12航空軍團.

外貝加爾方面軍組成了蘇軍鉗形攻勢的西翼，計劃將通過內蒙古沙漠及越過大興安嶺山脈。 該方面軍的最終目標是攻佔奉天（今瀋陽），並在滿洲中南部的長春地區與遠東第1方面軍會師，並完成對滿洲中部的雙重包圍。

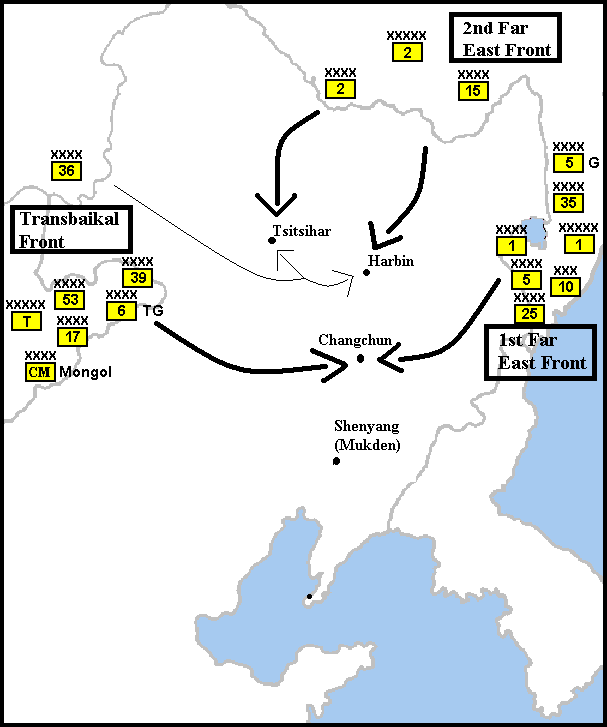
蘇聯进攻滿洲計劃示意圖

擁有1,000輛坦克和自行火砲，第6近衛坦克軍團作為裝甲矛頭，率領方面軍進攻，並在进攻後的5天內向滿洲內陸推進了350公里。
與此同時，第36軍團也從西面發起進攻，並與遠東第2方面軍在哈爾濱和齊齊哈爾會師。
滿洲東部戰線
遠東第1方面軍，由基里爾·梅列茨科夫元帥指揮，包括:
- 紅旗第1軍團
- 第5軍團
- 第25軍團
- 第35軍團
- 第10機械化軍團
- 第9航空軍團

遠東第1方面軍組成了蘇軍鉗形攻勢的東翼。參加此次攻擊的部隊包括紅旗第1軍團、第5軍團和第10機械化軍團，首要目標為佔領牡丹江市。 在攻佔牡丹江後，部隊將向吉林市（或麒麟）、長春和哈爾濱推進。其最終目標是與外貝加爾方面軍的部隊在長春和吉林市會師，從而完成雙重包圍。 
此外，遠東第1方面軍的另一個次要目標，將是防止日軍逃入朝鮮，因而進入朝鮮半島並推進至三八線也成為進攻計劃的一部分。朝鮮半島北部的蘇聯佔領區，後來成為朝鮮民主主義人民共和國。這一次要目標由第25軍團完成。與此同時，隸屬第1方面軍的第35軍團的任務，則是攻佔勃利、林口和密山市。
滿洲北部戰線
遠東第2方面軍，由馬克西姆·普爾卡耶夫上將指揮，包括:
- 紅旗第2軍團
- 第15軍團
- 第16軍團（其位於庫頁島的第56騎兵軍團僅是觀戰）
- 獨立第5騎兵軍團
- Chuguevsk行動集團
- 黑龍江小艦隊
- 第10航空軍團

遠東第2方面軍將扮演輔助進攻的角色。其首要目標是佔領哈爾濱及齊齊哈爾，並阻止日軍向南撤退的計劃。
當遠東第2方面軍與外貝加爾方面軍的部隊攻佔長春時，他們將進軍遼東半島並佔領亞瑟港（現時之旅顺港）。
|                | 總數      | 後貝加爾 方面軍 | 遠東第1 方面軍 | 遠東第2 方面軍 |
| 兵員           | 1,577,725 | 654,040         | 586,589        | 337,096        |
| 火炮           | 27,086    | 9,668           | 11,430         | 5,988          |
| 多管火箭炮     | 1,171     | 583             | 516            | 72             |
| 坦克及自行火炮 | 5,556     | 2,416           | 1,860          | 1,280          |
| 飛機           | 3,721     | 1,324           | 1,137          | 1,260          |

每個方面軍有“前線單位”直接配屬於方面軍，而不是下轄於軍級單位。部隊共有89個師包括1,500,000人、3,704輛坦克、1,852輛自行火炮、85,819輛車輛及3,721架飛機，大約有三分之一的兵力為支援戰鬥及後勤部隊。海軍部隊有12艘主要水面作戰艦艇、78艘潛艇、許多兩棲艦艇、以及黑龍江支隊，由砲艇和眾多的小型船隻組成。蘇聯計劃內所有機動作戰的經驗，均來自於與德國人的戰鬥。

### 日本
日本帝國陸軍之關東軍，由山田乙三大將指揮，是日本在滿洲和朝鮮佔領軍主要組成部分，由2個方面軍及3個獨立軍組成:
第1方面軍（滿洲國東北部，司令部驻敦化），司令官喜多誠一大将，包括
- 第3軍：驻延吉
  - 第79師團：驻图们
  - 第112師團：驻珲春
  - 第127師團：驻图们以南
  - 第128師團：驻汪清县罗子沟镇
  - 獨立混成第132旅團
  - 羅津要塞司令部：瀬谷啓中将
  - 混成第101联隊：山内静雄大佐
- 第5軍：驻鸡宁县
  - 第124师团：驻牡丹江
  - 第126师团：驻鸡西
  - 第135师团：驻密山
  - 第15国境警备队：驻虎头

第3方面軍（滿洲國西南部，司令部驻奉天），司令官後宮淳大将，包括
- 第30軍：驻新京
  - 第39师团：驻四平
  - 第125师团：驻通化
  - 第138师团：驻抚顺
  - 第148师团：驻新京
- 第44軍：驻奉天
  - 第63师团: 驻通辽，撤退至奉天
  - 第107师团：驻阿尔山，被全歼
  - 第117师团：驻洮南，撤退至长春
  - 独立战车第9旅团：驻四平

獨立單位
- 第4軍（獨立地方軍駐守滿洲北部），驻哈尔滨
  - 第119师团：驻海拉尔
  - 第123师团：驻孙吴
  - 第149师团：驻齐齐哈尔
  - 独立混成第80旅团
  - 独立混成第131旅团
  - 独立混成第135旅团
  - 独立混成第136旅团
- 第34軍（獨立地方軍負責駐守第3及在朝鮮北部的第17方面軍之間地區滿洲北部）：驻咸兴
  - 第59師團：驻咸兴
  - 第137師團：驻罗南
  - 独立混成第133旅團　 　 　
  - 永興湾要塞司令部：多田勇夫大佐

関東軍航空部隊
- 戦闘飛行部隊
- 教育飛行部隊（独立第101教育飛行團）
- 陸軍士官学校満州派遣隊
- 駐蒙軍：司令官　根本博　中将 (負責駐守蒙疆)
- 第17方面軍（負責駐守朝鮮；在開戰後11小時被配屬於關東軍）

其它部隊
- 第5方面軍 - 樋口季一郎　中将 負責駐守庫頁島南部及千島群島
  - 第88師團：司令官　峯木十一郎　中将 南库页岛
  - 第91師團：司令官　堤不夾貴　中将 千島列島

除了軍外，每個方面軍（相當於西方一個“軍團”）均被分配總部單位和這些單位直接受方面軍指揮。除了日軍外，還有滿洲帝國陸軍40,000人，包括8個兵員不足、裝備低劣、缺乏訓練的滿洲國軍師。而朝鮮，蘇聯遠東司令部下一個目標，由第17方面軍駐守。
關東軍共有超過600,000人，分為25個師團（包括2個戰車師團）和6個獨立混成旅團，這些部隊擁有超過1,215輛裝甲車輛（主要是裝甲車和 对苏联来说 輕型坦克）、6,700門大砲（其中大多數 对苏美来说 是輕型）、和1,800架飛機（主要是培訓和過時類型，只有50架第一線飛機）。
從經濟角度看，滿洲是值得保衛，因為它是在日本本土外有大量可利用原料工業地區，而且於1945年仍在日本控制之下。然而，日本軍隊（關東軍）兵力遠低於核定人數，（仅有70万人），相比3年前大多數重型軍事裝備以及他們所有最好的軍事單位都被轉移到太平洋，（战败后苏军缴获大量武器装备和给养）。到1945年，關東軍內包含大量新兵。因此，關東軍已基本上變成一支缺乏機動力及經驗的輕步兵反遊擊部隊，（坐拥在满洲经营了数十年号称东方马奇诺的工事群）。在表面上，日本軍隊沒有能力與高機動機械化與在坦克、大砲、經驗和戰術優良的紅軍相匹敵。 
除了這問題外，日本軍隊作出了很多錯誤假設和重大失誤，其中兩個最重要的是: 
- 他們錯誤地認為，任何來自西面的攻擊要麼將沿前往海拉爾的舊鐵路線或從蒙古東面進入索倫。蘇聯是有沿這些路線的攻擊，但他們主要的攻擊是由西面經過在索倫南部被認為不可逾越的大興安嶺範圍及進入滿洲中部。
- 日本軍事情報未能確定蘇軍在遠東集結性質、地點和規模。由於在初期低估了蘇軍實力，以及監測蘇聯橫貫西伯利亞鐵路交通，他們認為在8月底前蘇軍不會有足夠部隊實施進攻，和這樣攻擊最有可能發生在1945年秋季、或在1946年春季。

由於撤出關東軍精銳部隊重新部署到太平洋戰區，日軍以針對蘇軍似乎不可避免的進攻之新作戰計劃在1945年夏季被制定出來。這些計劃要求從邊境地區重新部署大多數部隊；邊境地區將由象徵性防守及日軍將實施阻擊行動，同時主力部隊將防守東南部（以便保衛朝鲜免遭襲擊）。1945年5月30日大本营陆军部下达新的对苏作战要点，将原先歼敌于边境地带的战略，调整为确保以通化为中心的满洲东南三角地区，即以新京到图门的“京图线”铁路以南与新京到大连的“连京线”铁路以东要地，以这两条铁路构成第二道绝对防卫圈。通化作为整个防御计划的核心要点。
此外，他們只觀察蘇軍在西伯利亞大鐵路和沿東滿戰線活動，因此他們正在準備從東面來的进攻。他們認為，當進攻從西面開始時，部隊將能夠重新部署來應付。
然而，雖然這已經開始重新部署，這要直至9月才完成，因此，關東軍正在重新部署時，蘇軍3個方面軍同時發動進攻。

## 會戰

進攻示意圖

蘇聯紅軍成鉗狀地包圍著满洲地区，莫斯科时间8月9日零时蘇軍分別從西面、北面和東面進攻滿洲。在西線蘇軍穿過蒙古的山脈和沙漠，遠離他們的鐵路補給線，這出乎了日軍對蘇聯後勤的估計。日軍未能預計蘇聯會這麼快便對日宣戰，他們預計蘇聯最快要在10月才可出兵，在開戰後的最初18小時日方將領幾乎不能作出有效率的指揮，而且部隊和指揮部的通訊也出現問題，致使虎头、东宁等边境要塞失去联系。另外蘇軍使用了運輸機把部隊空降到各大小機場和城市中心以及透過空軍空投為超出陸上補給線的部隊提供補給。在蘇軍的陸空夾擊之下，日軍依靠边境筑垒和城镇进行抵抗。“日军第3方面军主力配置在满洲纵深的长春和沈阳两地域内，因此苏军外贝加尔方面军右翼部队迅速击溃伪满军的抵抗，迅速推进至赤峰、通辽。”
由于日军的37毫米和47毫米反坦克炮只适合对付苏军的轻型坦克，日军决定使用绑有手榴弹和炸药的自杀炸弹小队作为主要的简易反坦克武器。 与此同时日军航空部队使用自杀式袭击苏军装甲目标和防御工事以试图阻止苏军前进。
尽管如此，日本军队被迅速击败的前景似乎远未明朗。 鉴于日军在1945年4月至6月的冲绳战役中所进行的狂热的、有时甚至是自杀性的抵抗，苏军认为，夺取日军最后剩余的防御工事地区将是一场漫长而艰难的战役。
8月11日溥儀及滿洲國政府官員開始乘火車撤退。因为日军主力在长春、沈阳，蘇军开战至8月12日并未遇激烈抵抗。8月13日晨溥儀到達通化市臨江縣大栗子車站。8月13日中午苏联远东第1方面军开始进攻牡丹江市。同時攻佔咸鏡道、清津。8月14日后贝加尔方面军攻占洮南，距长春200多公里，远东第2方面军进入了宝清。
在8月15日日本天皇裕仁在電台宣讀終戰詔書，宣佈日本無條件投降並在翌日開始停火。8月15日，远东战役的战线大致从西到东是，克什克腾旗——突泉——洮南——兴安盟——海拉尔——孙吴——宝清——林口——牡丹江。日军只有9个师团2个独立旅团及各个国境警备队与苏军交战，其中第107、124、126、135师团以及国境警备队遭受了重创。
滿洲國皇帝溥儀也在8月17日宣讀《滿洲國皇帝退位詔書》，宣佈滿洲國政府解散，滿洲國正式滅亡。
8月16日蘇聯攻佔元山。而此时远东战役的战线大致为克什克腾旗（赤峰西北约150公里）——突泉——洮南——兴安盟——海拉尔——孙吴——宝清——林口——牡丹江。虽然蘇軍以高度機械化的絕對優勢迅速压制關東軍和滿洲國軍，然而仍没占领任何一座中等以上城市，且日军主力全在并仍在重点战备。
主要的戰鬥持續了約1週。8月18日關東軍司令山田乙三下令滿洲地區及朝鮮北緯38度線以北的日軍解除武裝，停止戰鬥，同一時間蒙疆也被紅軍和外蒙軍隊佔領。
日本投降後，軍事行動已演變成美、蘇兩國爭相搶佔日軍控制的土地。8月18日蘇軍越過鴨綠江，進入朝鮮半島北部，同日並攻佔了庫頁島和千島群島。8月19日蘇军才以空降兵对长春和沈阳进行占领，溥儀等人在奉天機場被紅軍俘虜。亞歷山大·米哈伊洛維奇·華西列夫斯基元帥向斯大林發密電，電文如下：「一九四五年八月十九日滿洲國皇帝及其隨從人員自奉天押往克拉夫琴柯軍總部。按照您的命令我將其扣留並計劃安置在赤塔地區。」:12
8月20日蘇軍佔領新京、奉天、哈爾濱、佳木斯等城市。8月22日，蘇軍佔領旅順、大連。8月22日蘇軍佔領平壤和開城，蘇軍佔領朝鮮半島北部。8月26日，与外界失去联系的虎头要塞被攻克。
9月2日日本投降，日軍在美國戰艦密蘇里號上正式簽署投降書，自此蘇日戰爭以至整個第二次世界大戰以同盟國的勝利作結。
另外由於美國搶先佔領日本本土，蘇聯並沒有如計劃般佔領北海道。

## 重要性和影響
蘇日戰爭以及廣島、長崎原子弹爆炸，打破了日本主戰派和主和派間的僵局。當時日本仍有過百萬陸軍在中國，主戰派認為日本仍有一絲勝利希望，但日軍在滿洲和朝鮮的迅速潰敗使他們的幻想徹底破滅，他們明白日本已無勝利希望，包括在本土四島，日本天皇裕仁最終宣佈日本無條件投降。
長谷川毅的研究指出原子彈並不是日本投降最主要原因，而是蘇聯在一星期內迅速擊敗關東軍和滿洲國軍，佔領滿洲全境以至朝鮮半島北部對投降的影響更大，因為日本保護本土的戰略，旨在抵禦美國從南入侵，沒有多餘的兵力來對付蘇聯來自北方的威脅，南北兩面挨打使得日軍“戰略破產”，不得不在8月15日宣佈投降。
事實上軍事上的成功使蘇聯確保得到雅爾達會議中西方國家承認蘇聯的利益，旅順港、日俄戰爭後失去的領土等。
蘇聯在戰役中攻佔了整個庫頁島、千島群島、旅順口和大連，以及南滿鐵路控制權。其後蘇聯把在苏占旅大於1955年交還中華人民共和國，但其餘從日本手中佔領的土地到今日仍然歸蘇聯最大的加盟共和國：俄羅斯所擁有。日本至今仍然堅持擁有南千島群島（北方領土）主權。
朝鮮半島北部被蘇聯佔領，根据美苏间的协议，让出半個朝鮮半島等待两周后由美国登陆占领。自此朝鮮南北分裂直到今天。在1948年金日成在蘇聯佔領區建立共產党政權朝鮮民主主義人民共和國（北韓），李承晚則在美國佔領區建立大韓民國（南韓），為兩年後韓戰爆發主因之一。

### 当地损失
苏军进入满洲地区和朝鮮后，照雅尔塔协定这些财产均属于苏联正规缴获或收缴，直到當地穩定。不過蘇方的做法是依靠来自苏联国内的3,000多名技术人员，在大城市和其他工业基地中大規模拆運工业设备回蘇聯，致使许多工厂变成空壳而停产。此外，苏军並將滿洲国与朝鮮各公私銀行的貴金屬、債券、紙幣運往蘇聯。根據日本資料統計，蘇聯從滿洲拆運的資產價值合1946年的5,340,714,845日元，相當於當時的1,363,484,499.92美元。蘇聯還在朝鲜拆運的資產價值超過10億美元。
苏联红军对战败的日本人进行抢掠施暴，苏联屠杀日本战俘和日本侨民，许多来不及撤回日本的侨民被苏军屠杀。典型的例子有牡丹江事件、麻山事件和葛根庙屠杀。另外還有被蘇軍俘虜的約60萬名日本人，被送往西伯利亞進行強制勞動，後約有10萬人死於當地。
同时，苏联亦对中国东北的平民进行骚扰。當時，蘇聯佔領軍統帥部是設在長春市的日本關東軍司令部內，其首領為馬林諾夫斯基元帥，而瀋陽市的防衛，則是由俄國城防司令卡爾可夫少將負責的。然而，苏联军队军纪败坏，會在光天化日之下洗劫來往行人，在市內，一入黃昏，便人人自危。因為俄軍會隨意用卡車搬走老百姓的東西，再怎麼喊叫、呼救都沒有用，反而會被一腳踢倒在地上，撞得頭破血流。年輕的婦女們，早把頭剃得光光的，胸部也緊束起來，穿上男人裝，以求自保；连中共东北民主联军松江军区司令员卢冬生也因制止苏联红军抢劫而遭枪击致死，當時還有蘇聯軍隊任意進入住宅，以刀槍威嚇強奪物品與姦殺婦女的犯罪案件等等，苏联当地进行的抢劫和强暴妇孺的行为引起了当地人的恐慌，造成了恶劣的影响，當時東北人均抱怨「走了個小鼻子，來了個大鼻子」，当地人对苏联红军的厌恶超过日本殖民者，從而意外爆發了抗议示威。在1948年进入东北工作的俄罗斯著名汉学家杰柳辛就寫到，當年因為工廠機具被搬走而經濟困難，「在满州地区的居民中存在着许多怨恨和委屈」，苏军的相對粗暴，引起了许多东北老百姓的不满，人们開始怨声载道的現象。在此期间苏军的行为甚至影响了后来中华人民共和国与苏联的关系。

## 相關作品
- 小說《大地之子》
- 电影《紫日》
- 回忆录《我的前半生》

### 引用
1. ↑  李凡（2005年），第277-278页
2. 1 2 3 4 5 6 7 8 9 10 11 12 13 14 15 16 17 18 19 20 21 22  LTC David M. Glantz, "August Storm: The Soviet 1945 Strategic Offensive in Manchuria" （页面存档备份，存于）. Leavenworth Papers No. 7, Combat Studies Institute, February 1983, Fort Leavenworth Kansas.
3. 1 2 3 4 5 6  "Battlefield - Manchuria - The Forgotten Victory" （页面存档备份，存于）, Battlefield (documentary series), 2001, 98 minutes.
4. 1 2  Glantz（1983年2月），第210页
5. 1 2 3  Glantz（1983年2月），第28页
6. 1 2  Glantz（1983年2月），第219页
7. ↑  日本防衛廳戰史室（1988年），《後期關東軍作戰 : 關東軍作戰（二）》，第695-696页
8. 1 2 3 4 5 6 7  . 精兵堂.   [2016-09-08]. （原始内容存档于2016-09-13）.
9. ↑  . 俄罗斯卫星通讯社. 2020年8月31日  [2025-04-04] （中文）.
10. ↑  Soviet Declaration of War on Japan （页面存档备份，存于）, August 8, 1945. (Avalon Project at Yale University)
11. ↑  Maurer, Herrymon, Collision of East and West, Henry Regnery Company, Chicago, 1951, p.238.
12. 1 2  Soviet-Japanese Neutrality Pact （页面存档备份，存于）, April 13, 1941. (Avalon Project at Yale University)
13. ↑  Declaration Regarding Mongolia （页面存档备份，存于）, April 13, 1941. (Avalon Project at Yale University)
14. ↑  Soviet Denunciation of the Pact with Japan （页面存档备份，存于）, April 5, 1945. (Avalon Project at Yale University)
15. ↑  So sorry, Mr Sato （页面存档备份，存于）, April 1945, Time magazine.
16. ↑  Russia and Japan （页面存档备份，存于）, declassified CIA report from April 1945.
17. 1 2 3 4  Boris Nikolaevich Slavinskiĭ, The Japanese-Soviet Neutrality Pact: A Diplomatic History 1941-1945, Translated by Geoffrey Jukes, 2004, Routledge. (Extracts on-line （页面存档备份，存于）)
18. ↑  Jones, F. C. “Manchuria since 1931”, 1949, Royal Institute of International Affairs, London. pg.221
19. ↑  哈里‧杜魯門《杜魯門回憶錄》，三聯書店中譯本1974年版，第一卷，頁348
20. ↑  Мерецков К. А. . — М.: Политиздат, 1968.   [2024-08-08]. （原始内容存档于2011-05-17）.
21. ↑   (PDF).   [2022-10-07]. （原始内容存档 (PDF)于2022-01-09）.
22. ↑  .   [2022-10-07] （俄语）.
23. ↑  .   [2022-10-07]. （原始内容存档于2024-10-01）.
24. ↑  . 2016-10-04  [2022-10-07]. （原始内容存档于2022-10-09）.
25. ↑  . 2015-09-03  [2024-08-08]. （原始内容存档于2024-08-08） （俄语）.
26. ↑  . Combat Studies Institute, fort Leavenworth, Kansas, 1983.   [2010-06-15]. （原始内容存档于2010-05-10）.
27. ↑  趙艾沙編譯整理. . 《明報月刊》1993年7月號 (香港).
28. ↑  Tsuyoshi Hasegawa. . Belknap Press. 2006: 298. ISBN 0-674-01693-9.（英文）
29. 1 2  .   [2012-01-29]. （原始内容存档于2013-12-06）.
30. ↑  . 看天下.   [2016-07-20]. （原始内容存档于2016-03-13）.
31. ↑  .   [2020-04-25]. （原始内容存档于2011-10-16）.
32. ↑  .   [2020-04-25]. （原始内容存档于2020-05-16）.
33. ↑  刘达，我在哈尔滨工作的前前后后，哈尔滨文史资料（第八辑）（纪念哈尔滨解放四十周年专辑），载 中国人民政治协商会议黑龙江省哈尔滨市委员会文史资料研究委员会，1986年
34. ↑  蘇軍暴行調查表，中華民國外交部西亞司
35. ↑  蘇軍駐金縣狀況，傅萬杰整理。蘇聯紅軍在旅大，王珮平，孫寶運，大連市史志辦公室。p.209
36. ↑  .   [2023-02-04]. （原始内容存档于2023-02-04）.